# 山形県沖地震
山形県沖地震（やまがたけんおきじしん）は、2019年（令和元年）6月18日22時22分 (JST) に山形県沖（日本海）で発生したMj6.7 (Mw6.4) の地震である。新潟県村上市府屋で震度6強を観測したほか、観測史上初めて山形県内で震度6以上の揺れを記録した。

## 地震のメカニズム
この地震は1964年（昭和39年）の新潟地震 (Mj7.5) や1983年（昭和58年）の日本海中部地震 (Mj7.7) などと同様に、日本海東縁変動帯（ひずみ集中帯）で発生した地震である。また、この地震の震源域は新潟地震の震源域の北に隣接する。この付近ではプレートテクトニクスの観点からユーラシアプレート（アムールプレート）と北アメリカプレート（オホーツクプレート）の大陸プレート同士が衝突し、日本海側の前者が日本列島側の後者の下に潜り込んでいると考えられ、東西方向からの圧縮運動が起きているため、比較的大きな地震の多い箇所である。

## 観測された揺れ

### 震度
| 震度 | 都道府県 | 観測点名                                                                                   |
| ---- | -------- | ------------------------------------------------------------------------------------------ |
| 6強  | 新潟県   | 村上市府屋                                                                                 |
| 6弱  | 山形県   | 鶴岡市温海川                                                                               |
| 5強  | 山形県   | 鶴岡市温海・鶴岡市道田町                                                                   |
| 5弱  | 新潟県   | 長岡市上岩井・長岡市小島谷、柏崎市西山町池浦、村上市寒川・村上市岩船駅前、阿賀町鹿瀬中学校 |
| 5弱  | 山形県   | 鶴岡市馬場町・鶴岡市上山添、酒田市亀ケ崎・酒田市宮野浦、大蔵村肘折、三川町横山             |
| 5弱  | 秋田県   | 由利本荘市桜小路                                                                           |

本震、および、その後12時間に発生した余震の震源分布の立体表示（Hi-netデータ）

新潟県内で震度6弱以上の揺れを観測したのは、2011年（平成23年）3月12日未明の長野県北部地震において、十日町市と津南町で震度6弱を記録して以来、8年3か月ぶりのことであった。東北地方で震度6弱以上の揺れを観測したのは2011年4月12日の福島県中通り地震以来8年2か月ぶりだった。
また、気象庁によると、この地震は、1922年（大正11年）から2019年現在に至るまで、山形県内で震度6以上、または震度6弱以上が観測された唯一の地震である。

### 長周期地震動
| 階級 | 地域 |
| ---- | --- |
| 3    | 山形県庄内 |
| 2    | 宮城県北部 山形県村山 新潟県下越 |
| 1    | 青森県津軽北部 岩手県内陸北部 岩手県内陸南部 宮城県南部 宮城県中部 秋田県沿岸北部 秋田県沿岸南部 秋田県内陸北部 秋田県内陸南部 山形県最上 山形県置賜 福島県中通り 福島県浜通り 福島県会津 茨城県南部 千葉県北東部 |

## 津波
6月18日22時24分に気象庁は山形県、新潟県上中下越、佐渡、石川県能登に津波注意報を発表した。山形県の鶴岡市鼠ヶ関で11 cm、秋田県の秋田、新潟県の新潟、石川県輪島港でそれぞれ8 cm、山形県の酒田、新潟県の粟島でそれぞれ5 cm、新潟県の柏崎市鯨波、佐渡市鷲崎でそれぞれ4 cmの津波を観測した。津波注意報は6月19日1時2分にすべて解除された。

### 各地で観測された津波
| 都道府県 | 観測地       | 津波の高さ |
| -------- | ------------ | ---------- |
| 秋田県   | 秋田市       | 08 cm      |
| 山形県   | 鶴岡市鼠ケ関 | 11 cm      |
| 山形県   | 酒田市       | 05 cm      |
| 新潟県   | 新潟市       | 08 cm      |
| 新潟県   | 粟島         | 05 cm      |
| 新潟県   | 柏崎市鯨波   | 04 cm      |
| 新潟県   | 佐渡市鷲崎   | 04 cm      |
| 石川県   | 輪島港       | 08 cm      |

## 被害・影響

### 被災者数・件数
| 県                             | 人的被害 | 人的被害 | 人的被害 | 住家被害 | 住家被害 | 住家被害  | 非住家被害 | 非住家被害 |
| 県                             | 死者     | 重傷     | 軽傷     | 全壊     | 半壊     | 一部 破損 | 公共 建物  | その他     |
| ------------------------------ | -------- | -------- | -------- | -------- | -------- | --------- | ---------- | ---------- |
| 宮城県                         |          |          | 5        |          |          |           |            |            |
| 秋田県                         |          | 1        | 1        |          |          | 1         |            | 1          |
| 山形県                         |          | 3        | 25       |          | 4        | 940       |            | 5          |
| 新潟県                         |          | 4        | 3        |          | 24       | 639       |            |            |
| 石川県                         |          | 1        |          |          |          |           |            |            |
| 合計                           |          | 9        | 34       |          | 28       | 1,580     |            | 6          |
| 総務省消防庁：2020年4月1日現在 |          |          |          |          |          |           |            |            |

### 建物
被害は山形・新潟県境付近に集中した。

広大な面積を持つ村上市のうち、被害は山形県と接する山北地区（旧山北町域）に集中した。観測点「府屋」も同地区にある。

山形県鶴岡市では、温海地区（旧温海町域）の多くの家屋で屋根瓦などに被害が出たほか、店舗や温泉施設、漁港施設、高校などの公共施設にも被害が出た。
新潟県最北部の山北地区では、多くの家屋で屋根瓦やブロック塀などに被害が出たほか、総合体育館の天井落下や法面崩壊など公共施設への被害もあった。

### 液状化現象
鶴岡駅前にて液状化現象とみられる被害が発生した。

### 交通機関

#### 高速道路
日本海東北自動車道の酒田みなとICから鶴岡JCT、およびいらがわICから三瀬IC、山形自動車道の鶴岡JCTから湯殿山ICが上下線で通行止めとなった。

#### 一般道路
村上市の国道345号では、板貝地内の弘法トンネル付近において地震による落石のため通行止めとなったが、21日午後に解除された。

#### 鉄道
東北新幹線の東京から八戸の間、上越新幹線の東京から新潟間の全線で、一時運転を見合わせた。
在来線でも各線区で一時運転を見合わせ、震源に近い羽越本線では特急いなほ13号が通過中の今川駅 - 越後寒川駅間で、3両編成の鼠ケ関行普通列車が桑川駅 - 今川駅間で緊急停車し、同列車と坂町駅に停車中だった普通列車の乗客が乗務員の誘導により高台に避難した。
翌日も運転を見合わせたのは羽越本線の村上駅 - 酒田駅間と、同区間を通る特急いなほ、陸羽西線の余目駅 - 古口駅間であり、羽越本線では山形県内の小岩川駅、三瀬駅、東酒田駅の計3駅でホームが損傷し、小岩川駅では電柱が傾く被害も出た。このうち陸羽西線は19日夕方に運転再開し、羽越本線は被害の大きい小岩川駅を通過扱いとしたうえで20日の始発から運転再開した。

### ライフライン

#### 電気
山形県で延べ6,051戸、新潟県で延べ3,181戸の計9,232戸で停電が発生したが、6月19日6時44分までに全て復旧した。

#### ガス
新潟県内の住民から北陸ガスに「ガスが止まった」との連絡が相次いだが、強い揺れを感知すると安全のためガスの供給が一時的に停止する仕組みになっているという。

### 観光・社会への影響
山形県のあつみ温泉では、送湯管が折れるなど温泉設備に被害が出た。建物も一部損傷したため一時休業を余儀なくされた施設が多くあり、すべての施設が再開したのは7月1日である。また、温海地域では地震発生後の1年間で人口減少率が3.7%と過去最大となった。
村上市の瀬波温泉では、地震による被害はなかったもののキャンセルが相次ぎ、これによって打撃を受けた大型旅館が事業譲渡するなどの影響が出た。

## 行政の対応
6月18日22時25分、政府は首相官邸危機管理センターに官邸対策室を設置。官邸対策室には震度6強の地震発生時に自動招集される関係省庁の局長級による緊急参集チームが集合し、内閣官房長官の菅義偉は22時40分過ぎに、内閣総理大臣の安倍晋三は23時10分過ぎにそれぞれ官邸入りした。対策室に於いて内閣総理大臣から「早急に被害状況を把握すること」「地方自治体とも連携して被災者の救命・救助などの災害応急対策に全力で取り組むこと」「国民に津波や避難に関する情報提供を適時的確に行うこと」の指示が発せられた。
気象庁は、地盤が今回の地震で緩んだことを理由として山形県鶴岡市と新潟県村上市の土壌雨量指数基準、つまり土砂災害警戒情報や大雨警報、大雨注意報の発表基準を通常の7割、鶴岡市北部の土砂災害警戒情報については同8割とした。
消防庁は6月18日22時22分、消防庁災害対策本部を設置、関係する都道府県に対し緊急消防援助隊（緊援隊）の出動準備を依頼した。翌19日8時45分には緊援隊の出動準備の解除を連絡した。
新潟市では津波注意報が発表されたことから多くの市民が避難したが、津波避難所に指定されている公共施設や民間の高層ビルなどの避難所の多くが開放されなかった事から、市や県など行政の対応を疑問視する声が上がった。実際に新潟港では10 cmの津波が観測された。

## 緊急地震速報
| 第報           | 発表時刻       | 地震波検知からの経過時間（秒） | M   | 予想震度            |
| -------------- | -------------- | ------------------------------ | --- | ------------------- |
| 地震波検知時刻 | 22時22分24.2秒 | -                              | -   | -                   |
| 1              | 22時22分29.4秒 | 5.2                            | 6.1 | 予測震度なし        |
| 2（警報）      | 22時22分31.5秒 | 7.3                            | 6.1 | 最大震度5強程度以上 |
| 3              | 22時22分32.2秒 | 8.0                            | 6.1 | 最大震度6弱程度以上 |
| 4（警報）      | 22時22分33.2秒 | 9.0                            | 6.8 | 最大震度6弱程度以上 |
| 5              | 22時22分34.1秒 | 9.9                            | 6.9 | 最大震度6弱程度     |
| 6              | 22時22分34.5秒 | 10.3                           | 6.9 | 最大震度6弱程度     |
| 7              | 22時22分34.8秒 | 10.6                           | 6.9 | 最大震度6強程度     |
| 8              | 22時22分35.1秒 | 10.9                           | 6.6 | 最大震度6強程度     |
| 9              | 22時22分36.6秒 | 12.4                           | 6.6 | 最大震度6強程度     |
| 10             | 22時22分37.2秒 | 13.0                           | 6.8 | 最大震度6強程度     |
| 11             | 22時22分43.4秒 | 19.2                           | 6.9 | 最大震度6強程度     |
| 12             | 22時22分44.0秒 | 19.8                           | 6.9 | 最大震度6強程度     |
| 13             | 22時22分44.4秒 | 20.2                           | 6.8 | 最大震度6強程度     |
| 14             | 22時22分46.0秒 | 21.8                           | 6.9 | 最大震度6強程度     |
| 15             | 22時22分47.0秒 | 22.8                           | 6.9 | 最大震度6強程度     |
| 16             | 22時22分47.2秒 | 23.0                           | 6.8 | 最大震度6強程度     |
| 17             | 22時22分47.6秒 | 23.4                           | 6.8 | 最大震度6強程度     |
| 18             | 22時22分48.7秒 | 24.5                           | 6.8 | 最大震度6強程度     |
| 19             | 22時22分54.6秒 | 30.4                           | 6.8 | 最大震度6強程度     |
| 20             | 22時22分58.0秒 | 33.8                           | 6.8 | 最大震度6強程度     |
| 21             | 22時22分59.6秒 | 35.4                           | 6.8 | 最大震度6強程度     |
| 22             | 22時23分19.4秒 | 55.2                           | 6.8 | 最大震度6強程度     |
| 23             | 22時23分20.4秒 | 56.2                           | 6.8 | 最大震度6強程度     |
| 24             | 22時23分32.8秒 | 68.6                           | 6.8 | 最大震度6強程度     |
| 25             | 22時23分33.0秒 | 68.8                           | 6.9 | 最大震度6強程度     |
| 26             | 22時23分53.3秒 | 89.1                           | 6.9 | 最大震度6強程度     |
| 27             | 22時24分13.1秒 | 108.9                          | 6.9 | 最大震度6強程度     |
| 28             | 22時24分33.1秒 | 128.9                          | 6.9 | 最大震度6強程度     |
| 29             | 22時24分46.0秒 | 141.8                          | 6.9 | 最大震度6強程度     |

この地震に対し、気象庁は、22時22分24.2秒に初期微動（P波）を検知し、その5.2秒後に緊急地震速報（予報）の第一報を発表した。予報発表から2.1秒後には緊急地震速報（警報）を山形県の庄内地方、新潟県の下越地方に発表し、その1.7秒後に、山形県の村山地方と置賜地方と最上地方、新潟県の中越地方と上越地方と佐渡地方、福島県・宮城県の全域、秋田県の南部と沿岸北部、岩手県の内陸南部と内陸北部に続報を発表した。